# SN 2006sd
SN 2006sd – supernowa typu Ia odkryta 14 listopada 2006 roku w galaktyce A011424+0102. W momencie odkrycia miała maksymalną jasność 21,90m.